# Jan Uczciwek
Jan Uczciwek (ur. 30 grudnia 1892 w Goleńsku, zm. 1973) – polski rolnik, kawaler Orderu Virtuti Militari, osadnik wojskowy, plutonowy Wojska Polskiego.

## Życiorys
Urodził się 30 grudnia 1892 we wsi Goleńsko, w ówczesnym powiecie łowickim guberni warszawskiej, w rodzinie Józefa i Walerii z Ilonów. Nie uczęszczał do szkół, posiadał elementarne wykształcenie w zakresie pisania i czytania. W 1913 został powołany do armii rosyjskiej, a w następnym roku wysłany na front niemiecki. 1 września 1919 dostał się do niemieckiej niewoli i przebywał w niej do 1 marca 1919.
1 kwietnia 1919 jako ochotnik wstąpił do Wojska Polskiego. Został przydzielony do Batalionu Zapasowego 30 Pułku Strzelców Kaniowskich, w charakterze instruktora. 1 stycznia 1920, w stopniu kaprala, został odkomenderowany na trzy miesiące do szkoły podoficerskiej. W kwietniu tego roku, po ukończeniu kursu, został wysłany do 30 Pułku Strzelców Kaniowskich na front litewsko-białoruski. Na początku czerwca został ranny w rękę lewą i płuco. Do końca miesiąca leczył się w szpitalu, w lipcu został odesłany do kompanii ozdrowieńców w Batalionie Zapasowym, a następnie na front. Wyróżnił się męstwem 31 lipca 1920 pod wsią Łupianka Stara dowodząc II plutonem 3. kompanii macierzystego pułku. 23 października dowódca 3. kompanii porucznik Jan Kożełowski sporządził wniosek na odznaczenie plutonowego Uczciwka Orderem Virtuti Militari.
W październiku, po zawieszeniu broni, plutonowy Uczciwek został odkomenderowany do szkoły podoficerskiej w Brześciu, w charakterze instruktora. W grudniu 1920 został zwolniony z wojska.
W marcu 1922, w ramach osadnictwa wojskowego, otrzymał 16 ha ziemi we wsi Zacierzewo, w powiecie stołpeckim (poczta Świerżeń Nowy). Był członkiem zarządu Związku Osadników w Świerżeniu Nowym. W 1930 został wybrany członkiem Rady Gminy Świerżeń, a dwa lata później zastępcą wójta tejże gminy.
Był żonaty, miał czworo dzieci: Eugeniusza (ur. 17 kwietnia 1923), Emilię (ur. 11 listopada 1924), Emila (ur. 15 marca 1926) i Annę (ur. 30 października 1930). Synowie Eugeniusz i Emil (Emilian) od 1 grudnia 1942 do 1 kwietnia 1945 pracowali przymusowo w firmie H. Pancke Schiffswertt w Hamburgu.
Jan zmarł w 1973 i został pochowany na cmentarzu parafialnym w Strykowie. W tym samym grobie pochowana została jego żona Józefa (1900–1994) i córka Emilia (1924–1943).

## Ordery i odznaczenia
- Krzyż Srebrny Orderu Wojskowego Virtuti Militari nr 756 – 28 lutego 1921[13][14][15][16]